# Cyrtandra paludosa
Cyrtandra paludosa är en tvåhjärtbladig växtart som beskrevs av Charles Gaudichaud-Beaupré. Cyrtandra paludosa ingår i släktet Cyrtandra och familjen Gesneriaceae.

## Underarter
Arten delas in i följande underarter:
- C. p. microcarpa
- C. p. paludosa